# 国際研究交流大学村
国際研究交流大学村は、「国際交流」「情報発信」「産学官連携」の機能をもつ3つのゾーン（東京国際交流館、日本科学未来館、産業技術総合研究所臨海副都心センター）で構成された地区。東京臨海副都心地区に位置している。